# エムティングハウゼン
エムティングハウゼン (ドイツ語: Emtinghausen) は、ドイツ連邦共和国ニーダーザクセン州のフェルデン郡に属す町村（以下、本項では便宜上「町」と記述する）である。

## 地理
この町は人口約1,600人で、ザムトゲマインデ・テディングハウゼンを構成する自治体の一つである。エムティングハウゼン集落の他にバールム集落がこの町に属す。両者は1972年に合併し、現在の町となった。

## 歴史
この地域では7世紀から入植がなされていたことが証明されているが、初めて文献に記録されるのは1260年である。エムティングハウゼンは、隣接するテディングハウゼンと同様に1679年からブラウンシュヴァイク公の所領であった。1972年7月1日にテディングハウゼンとともにブラウンシュヴァイク郡からフェルデン郡に移された。

## 行政
町議会は11議席からなる。

### 紋章
緑地で基部は金地。基部を青い波帯（ヴェーザー川）が左右に貫いている。中央上部に基部から伸びた白い花。この花の金の茎から左右に金の穂が伸びている。さらにその両側には金の木組み建築が描かれている。

## 引用
1. ↑  Landesamt für Statistik Niedersachsen, LSN-Online Regionaldatenbank, Tabelle A100001G: Fortschreibung des Bevölkerungsstandes, Stand 31. Dezember 2023